# Metoda společného pozorování

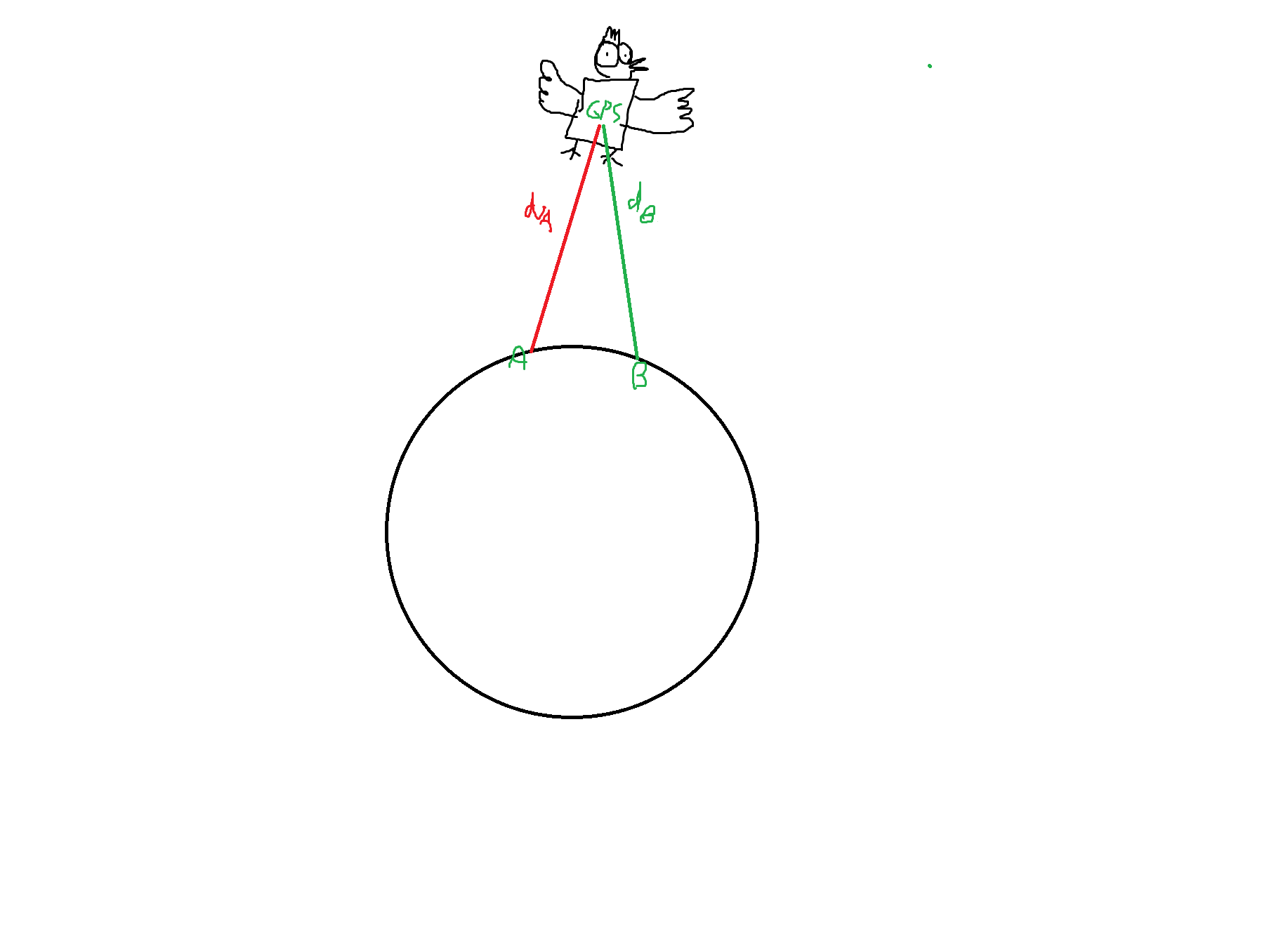
Common view metoda s použitím globálního pozičního systému.

Metoda společného pozorování (Common-view) se[kdo?] využívá pro synchronizaci časových stupnic dvou (nejčastěji pozemních) stanic s využitím třetího objektu; tímto objektem je často GPS družice.
Techniku společného pozorování GPS používá Mezinárodní úřad pro míry a váhy (francouzsky Bureau International des Poids et Mesures; BIPM) již mnoho let jako jednu z hlavních technik pro mezinárodní porovnávání času – koordinovaného světového času. BIPM zveřejňuje harmonogramy sledování, pro možné pozorování mezi dvojicemi stanic současně na stejné družici.
Pozemní stanice A pošle družici dotaz na aktuální čas. Zároveň si zaznamená, kdy byl tento dotaz poslán (z hlediska časové stupnice stanice). Za dobu {\displaystyle dA} dostane odpověď. Rozdíl mezi časovými stupnicemi stanice A a družice se tedy dá vyjádřit jako {\displaystyle diffA=A-GPS-dA}, kde {\displaystyle A} je časová základna stanice A, {\displaystyle dA} je propagační doba (od vyslání požadavku do obdržení odpovědi) a {\displaystyle GPS} je časová stupnice satelitu.
Výše popsaný postup provede pokud možno simultánně též stanice B.
Pokud by nebyly dotazy provedeny víceméně součinně, mohlo by dojít k degradaci přesnosti postupu vlivem driftu časové stupnice družice.
Pro rozdíl mezi časovými stupnicemi stanice B a družice dostaneme obdobně: {\displaystyle diffB=B-GPS-dB}.
Můžeme tedy psát: {\displaystyle diffA-diffB=A-GPS-dA-(B-GPS-dB)=A-B+dB-dA}.
Jelikož vzdálenosti obou stanic od sebe jsou obecně podstatně menší než vzdálenost mezi stanicemi a družicí, cesty mezi stanicí a oběma družicemi jsou téměř stejně dlouhé a navíc procházejí velmi podobným prostředím s podobnými atmosférickými podmínkami. To znamená, že {\displaystyle d_{A}\approx d_{B}}.
Tedy předchozí vzorec se redukuje na {\displaystyle A-B}, čímž byl spočítán rozdíl mezi časovými stupnicemi pozemních stanovišť.